# Herbst ist da
Herbst ist da ist ein Volkslied in Moll, das vom Herbst handelt. Laut Quellenangaben in vielen Liederbüchern soll die Melodie auf ein traditionelles englisches Volkslied mit dem Originaltitel Under the Harvest Moon („Autumn comes, the summer is past“) zurückgehen, als dessen Entstehungszeit  das 16. Jahrhundert angegeben wird. Konkrete Quellen für eine englischsprachige Vorlage sind allerdings bislang nicht bekannt.
Es wurden verschiedene deutsche Texte, viele mit dem Titel „Herbst ist da“, dazu erstellt. Der bekannteste stammt von Hannes Kraft (1909–1983). Er erschien 1962 im 1. Band der Chorsammlung Ars Musica. Anstatt „Leiser die Winde wehn“ heißt es in anderen Fassungen auch „Kühler die Winde wehn“. Andere Textfassungen bestehen aus fünf Strophen.
Eine andere Übersetzung mit dem Textanfang „Kommt der Herbst“ veröffentlichte Anton Dawidowicz ebenfalls 1962 in dem österreichischen Schulliederbuch Komm, sing mit!
Weitere deutsche Textfassungen stammen u. a. von Marianne Graefe („Herbstzeit naht“), Rüdiger Sell („Herbst ist da, der Sommer verging“), Susann Maria Kamm („Kommt der Herbst, der Sommer muss geh’n“), und Christian Müller („Bald schon ist der Sommer vorbei“).